# Archias (Schauspieler)
Archias (altgriechisch Ἀρχίας) war ein aus Thurioi stammender, im 4. Jahrhundert v. Chr. lebender italisch-griechischer Schauspieler, der dem makedonischen Feldherrn Antipater 322 v. Chr. bei der Ergreifung flüchtiger Führer der antimakedonischen Partei Athens half.

## Leben
Archias war ein tragischer Schauspieler, der Rhetorikunterricht bei Anaximenes von Lampsakos und Lakritos nahm. Gegen Letzteren war eine der privaten Reden des  Demosthenes gerichtet. Ferner soll Archias Lehrer des berühmten Schauspielers Polos aus Ägina gewesen sein.
Nach dem Ende des Lamischen Krieges mussten die unterworfenen Athener die geflohenen Führer der antimakedonischen Partei und Verteidiger ihrer nationalen Freiheit der Rache Antipaters überlassen. In der Folge wurde Archias im September 322 v. Chr. von Antipater mit der Verfolgung und Gefangennahme der proskribierten athenischen Patrioten betraut. Auf Ägina ließ er zunächst die in den Tempel des Aiakos geflüchteten Redner Hypereides, Aristonikos von Marathon und Himeraios ergreifen und nach Kleonai zu Antipater senden, auf dessen Befehl sie getötet wurden. Mit einer Truppe Thraker begab sich Archias sodann zum Heiligtum des Poseidon zu Kalaureia, wo Demosthenes Zuflucht gesucht hatte. Dieser entzog sich jedoch einer Auslieferung durch Selbstmord.
Wegen seines blutigen Vorgehens wurde  Archias als φυγαδοϑήρας (d. h. „Jäger der Flüchtigen“) bezeichnet. Später starb er allgemein verhasst in Elend und Armut.